# Infinito ao meu redor
Infinito ao meu redor è un video documentario della cantante brasiliana Marisa Monte pubblicato nel 2008 su DVD-Video.

## Il video
Infinito ao meu redor è un documentario musicale registrato durante il tour mondiale realizzato da Marisa Monte tra il 2006 e il 2007.
I titoli del DVD e del tour sono giochi di parole derivati dalla fusione dei titoli dei due album pubblicati contemporaneamente dalla cantante di Rio de Janeiro nel 2006, Infinito particular e Universo ao meu redor. Il tour era stato intitolato Universo particular per sottolineare la complementarità dei due dischi, diversi per stile musicale (uno dedicato al samba, l'altro al pop) e anche per la grafica di copertina, ma simili per atmosfere e per la scelta degli strumenti e delle sonorità. Il DVD pubblicato nel 2008, testimonianza filmata e sonora del lungo tour, è stato intitolato Infinito ao meu redor utilizzando le parole "avanzate" dai titoli dei due album.
Prodotto dalla Phonomotor (la casa discografica e di produzione di Marisa Monte), distribuito dalla EMI e sponsorizzato da Natura Brasil (una società di cosmesi specializzata in prodotti naturali e sostenibili), il DVD contiene un documentario diretto da Vicente Kubrusly nel quale viene mostrata la vita in tournée della cantante brasiliana, con interviste, backstage e testimonianze filmate dei luoghi visitati.
Il documentario è completato da 9 canzoni registrate dal vivo e filmate durante due dei tanti concerti della tournée. Oltre alle due canzoni che danno il titolo ai due album del 2006 e ad altre tratte dagli stessi dischi, sono presenti tre canzoni inedite, tra le quali spicca Não é proibido, pubblicata anche come singolo nell'ottobre del 2008 e balzata immediatamente in cima alla classifica di vendita brasiliana.
Lo spettacolo Universo particular ha portato Marisa Monte ad esibirsi in 24 città di 17 paesi (18 in Brasile) di tutti i continenti per un totale di circa 150 date (tra cui tre concerti in Italia, il 27 settembre 2006 a Milano, il 30 a Firenze e il 1º ottobre a Roma).
La confezione contiene anche un CD con le 9 tracce audio delle canzoni registrate dal vivo presenti nel DVD.

## Contenuti

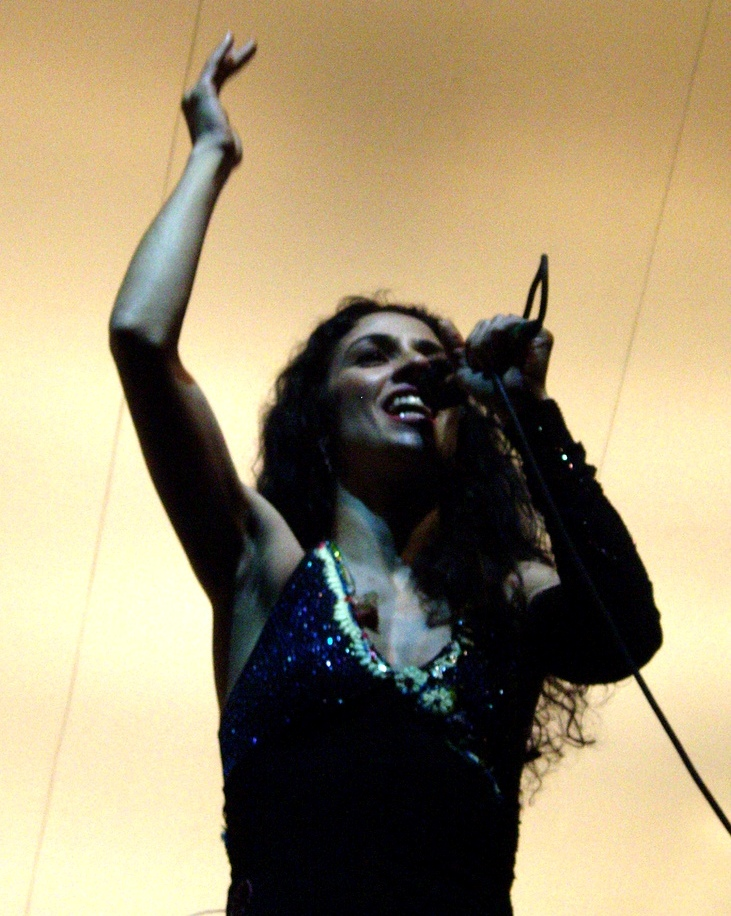
Marisa Monte in concerto durante il tour Universo particular nell'estate 2007.

### Disco 1 - DVD
- Brani filmati durante i concerti alla Citybank Hall di Rio de Janeiro il 13 agosto 2006 e al Complexo do Alemão di Rio de Janeiro il 30 settembre 2007 durante la tournée Universo particular

1. Infinito particular
2. Universo ao meu redor
3. Carnavália
4. Aconteceu
5. Pernambucobucolismo
6. Alta noite
7. Mais uma vez
8. Pedindo pra voltar
9. Não é proibido

- Documentario

### Disco 2 - CD
1. Infinito particular - (Arnaldo Antunes/Marisa Monte/Carlinhos Brown) - (4:15)
2. Universo ao meu redor - (Marisa Monte/Arnaldo Antunes/Carlinhos Brown) - (3:40)
3. Carnavália - (Arnaldo Antunes/Marisa Monte/Carlinhos Brown) - (4:28)
4. Aconteceu - (Marisa Monte/Arnaldo Antunes/Carlinhos Brown) - (3:06)
5. Pernambucobucolismo - (Marisa Monte/Rodrigo Campelo) - (3:49)
6. Alta noite - (Arnaldo Antunes) - (4:10)
7. Mais uma vez - (Marisa Monte) - (2:25)
8. Pedindo pra voltar - (Carlinhos Brown/Alain Tavares) - (2:28)
9. Não é proibido - (Marisa Monte/Dadi/Sue Jorge) - (2:33)

Nota: tracce audio delle esibizioni dal vivo presenti nel DVD.

## Formazione
- Marisa Monte - voce, chitarra classica, ukulele
- Dadi - basso, chitarra classica, chitarra elettrica
- Mauro Diniz - cavaquinho, chitarra classica
- Marcelo Costa - batteria, percussioni
- Pedro Baby - chitarra classica, chitarra elettrica
- Carlos Trilha - tastiere, programmazione
- Maico Lopes - tromba, flicorno
- Pedro Mibilelli - violino
- Marcus Ribeiro - violoncello
- Juliano Barbosa - fagotto